# Eran O. Ofek
Eran Oded Ofek född 17 mars 1972, en israelisk astronom.
Minor Planet Center listar honom som E. O. Ofek och som upptäckare av 1 asteroid.
Han upptäckte asteroiden 9804 Shrikulkarni, den 1 juli 1997.